# Atractodes alpinus
Atractodes alpinus là một loài tò vò trong họ Ichneumonidae.